# Projeto Jari

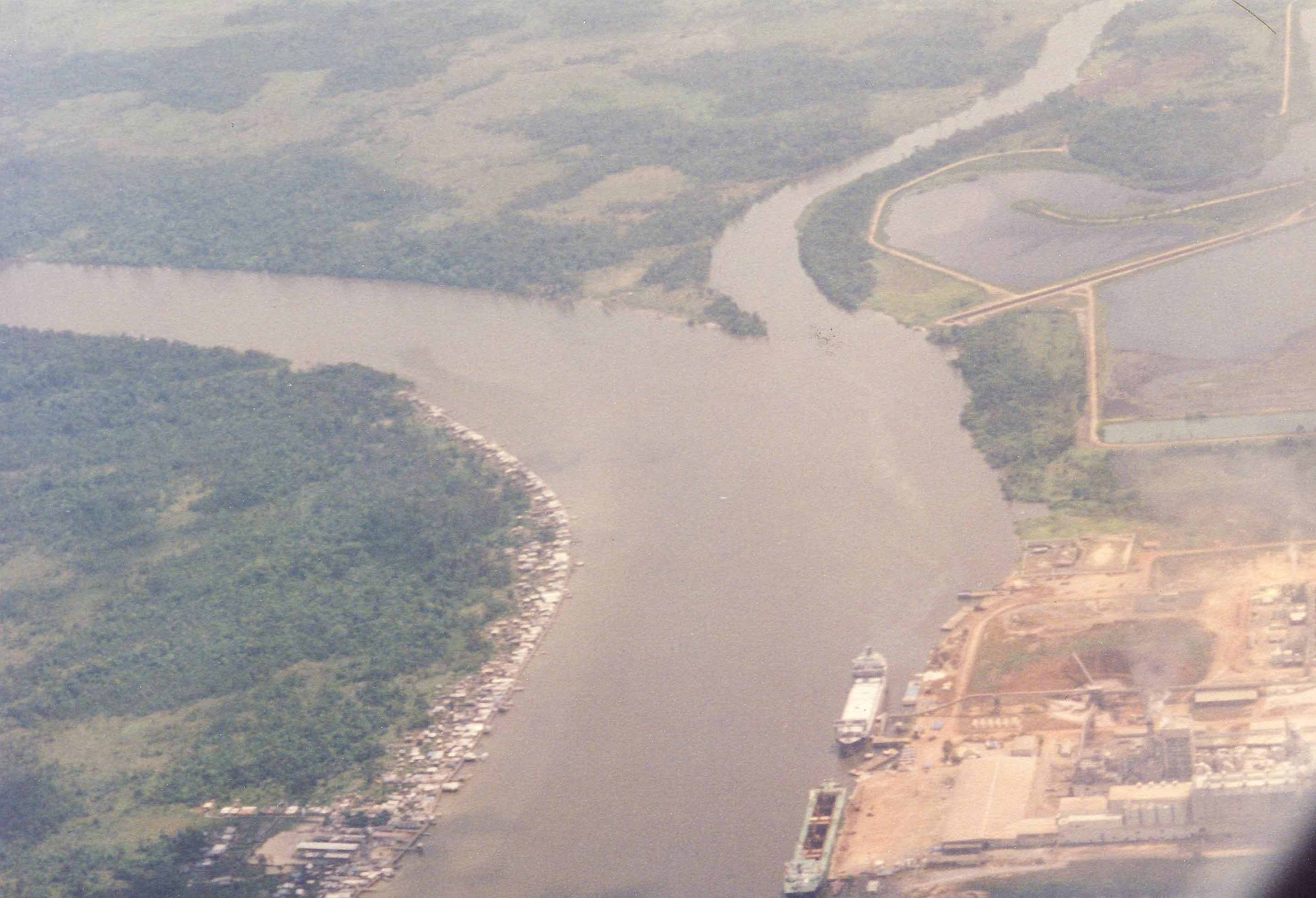
Foto aérea da fábrica de celulose.

Projeto Jari (Jari Florestal e Agropecuária) é uma fábrica existente às margens do Rio Jari, para a produção de celulose e outros produtos, que teve início em 1967.
O projeto foi idealizado pelo bilionário norte-americano Daniel Keith Ludwig e seu sócio Joaquim Nunes Almeida. Ele mandou construir uma fábrica de celulose no Japão, na cidade de Kure, província de Hiroshima, usando tecnologia finlandesa da cidade de Tampere, foram construídas duas plataformas flutuantes com uma unidade para a produção de celulose branqueada e outra para a produção de energia térmica e elétrica e de recuperação de produtos químicos. A unidade de energia elétrica produzia 55 megawatts e as caldeiras de geração de vapor, para a energia térmica, eram alimentadas por óleo combustível BPF, a base de petróleo, com opção para consumo de cavacos de madeira.

## Histórico
Ludwig adquiriu em 1967, na fronteira entre os estados do Pará e Amapá (então Território Federal) uma área de terra de tamanho pouco menor que a do estado de Sergipe, ou equivalente ao estado norte-americano do Connecticut, para a instalação do seu projeto agropecuário. Ao longo do programa de instalação, enfrentou as desconfianças do governo e de algumas parcelas da sociedade que temiam pela soberania brasileira sobre a área inabitada de florestas onde o Jari seria instalado. A "ameaça" rendeu, em 1979, a criação de uma CPI para "apurar a devastação da floresta amazônica e suas implicações" Entretanto, o relatório da Comissão não faz qualquer alusão direta a este projeto.
A área adquirida por Ludwig fez com que fosse provavelmente o maior proprietário individual de terras no Ocidente. A grandiosidade do Jari acentuava-se por ser a região totalmente desprovida de qualquer infraestrutura; foi necessária a construção de portos, ferrovia e nove mil quilômetros de estradas. Ali Ludwig planejava instalar um projeto de reflorestamento com árvores de crescimento rápido (gmelina arborea), antevendo o aumento da necessidade mundial por celulose. Além disto, pretendia estender as atividades para a mineração, pecuária e agricultura, atraindo críticas de ambientalistas.
Uma usina termelétrica e a própria fábrica de celulose foram rebocadas do Japão, num percurso de 25 mil quilômetros, a plataforma para a produção de energia térmica e elétrica e de recuperação de produtos químicos, partiu de Kure, no dia 1º de fevereiro de 1978 e chegou no local da instalação definitiva em 28 de abril de 1978, portanto uma viagem de 87 dias e a plataforma para a produção de celulose, partiu nove dias depois, isto é, em 10 de fevereiro de 1978 e chegou no dia 4 de maio de 1978, completando 84 dias de viagem até a conclusão. Além das instalações, todo o projeto ocupava uma área de 16 mil km², a construção de uma cidade para a moradia dos trabalhadores, além de hospital e escolas na sede, chamada Monte Dourado. A fábrica e implementos custaram em torno de 200 milhões de dólares. Em 1982, ano de sua venda, a população do Jari alcançou a marca de trinta mil habitantes.
Neste ano, sem apresentar resultados, Ludwig abandonou o projeto. As negociações envolveram o homem forte do regime militar, general Golbery do Couto e Silva, e cogitou-se na venda para o Banco do Brasil, para um pool de empresas e para o empresário Augusto de Azevedo Antunes, dono da holding de mineração Caemi. Até o começo dos anos 1980 Ludwig declarava haver gasto no Jari 863 milhões de dólares, atualizados em 1981 para 1,15 bilhão.
No ano 2000 passou a ser controlado pelo Grupo Orsa, de modo que a Jari Celulose não somente tornou-se economicamente viável, como também mostrou-se sustentável, recebendo certificação em 2004 pelo Forest Stewardship Council.

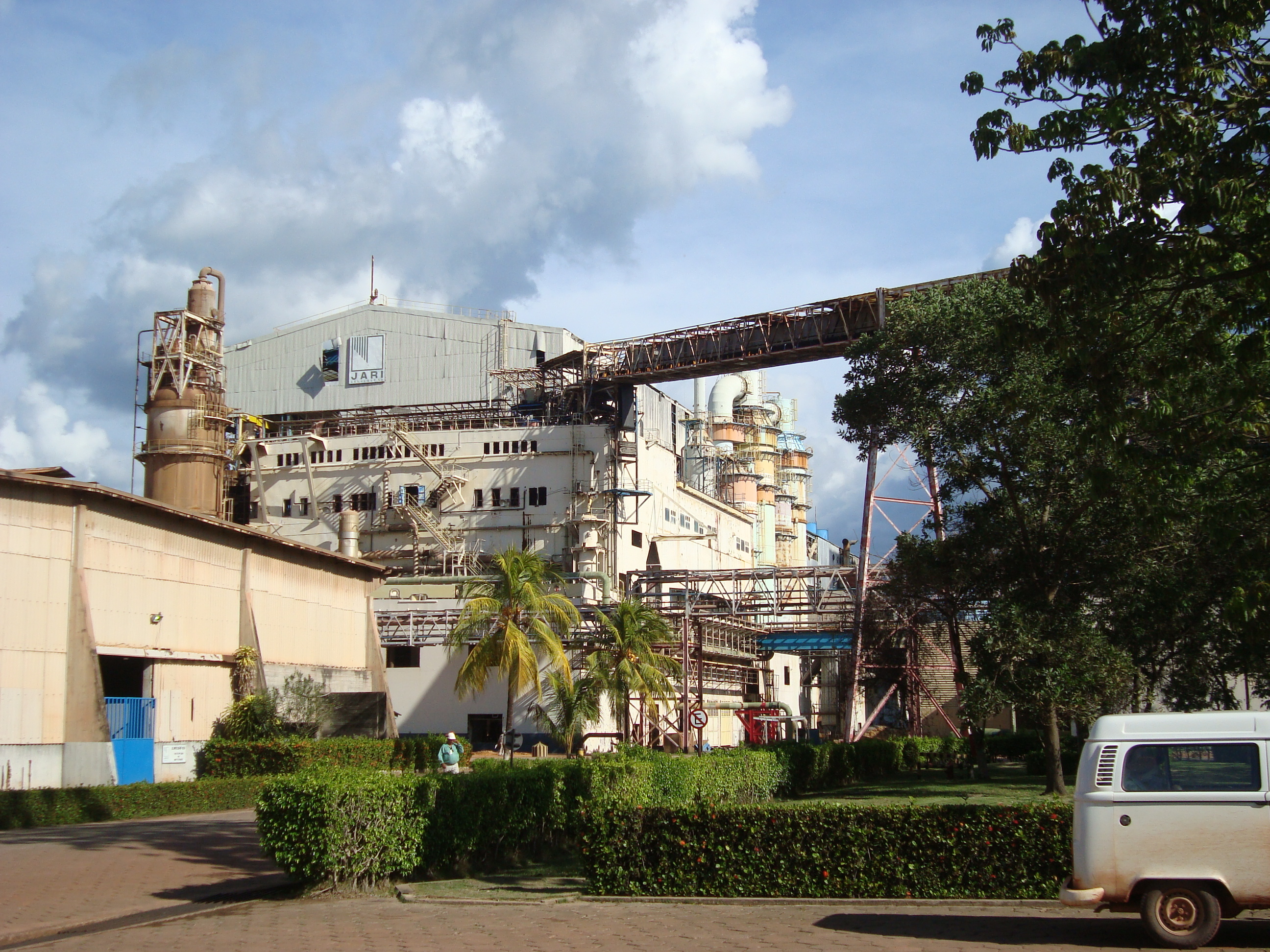
Fábrica (frente)
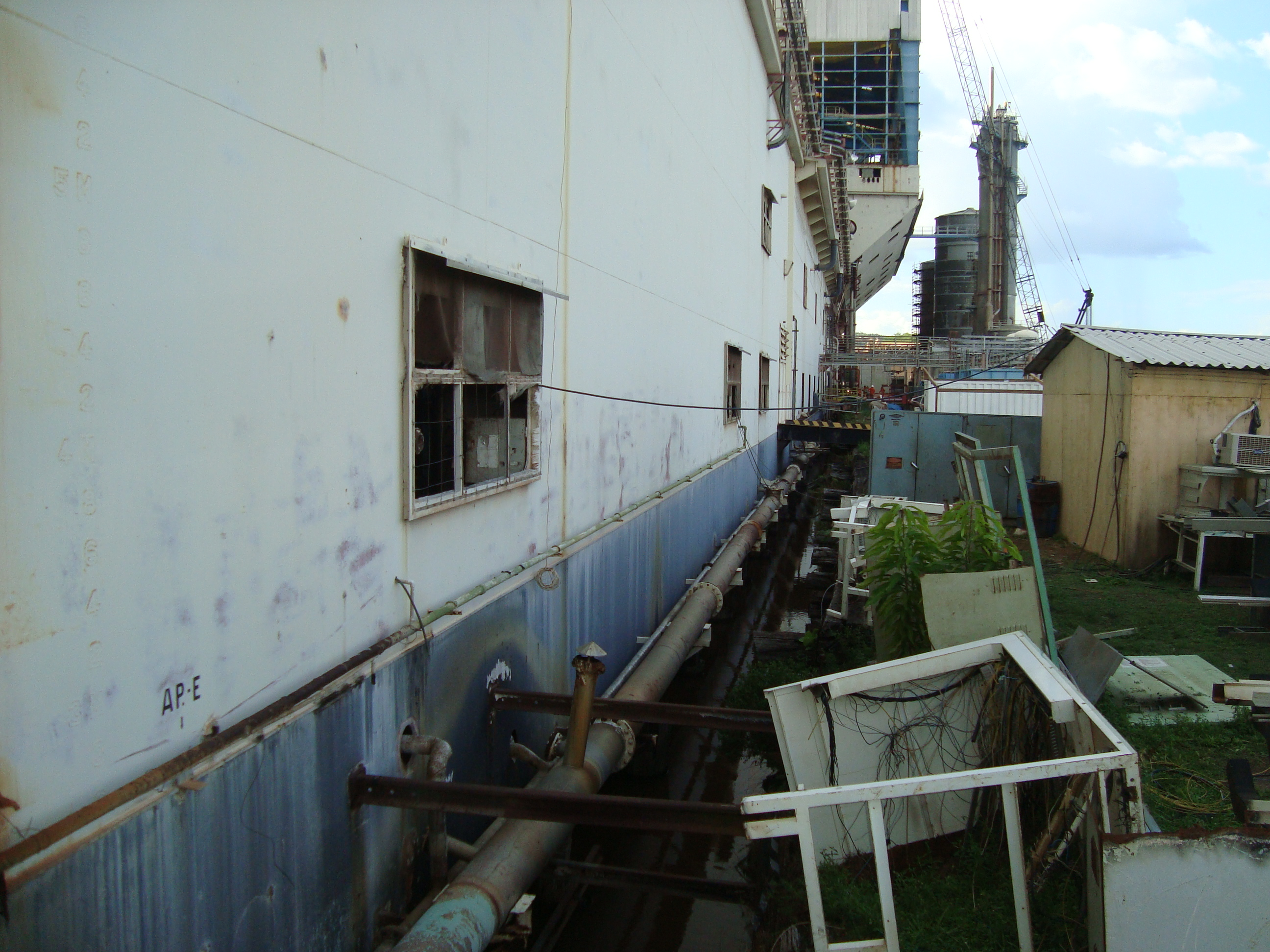
Fábrica flutuante
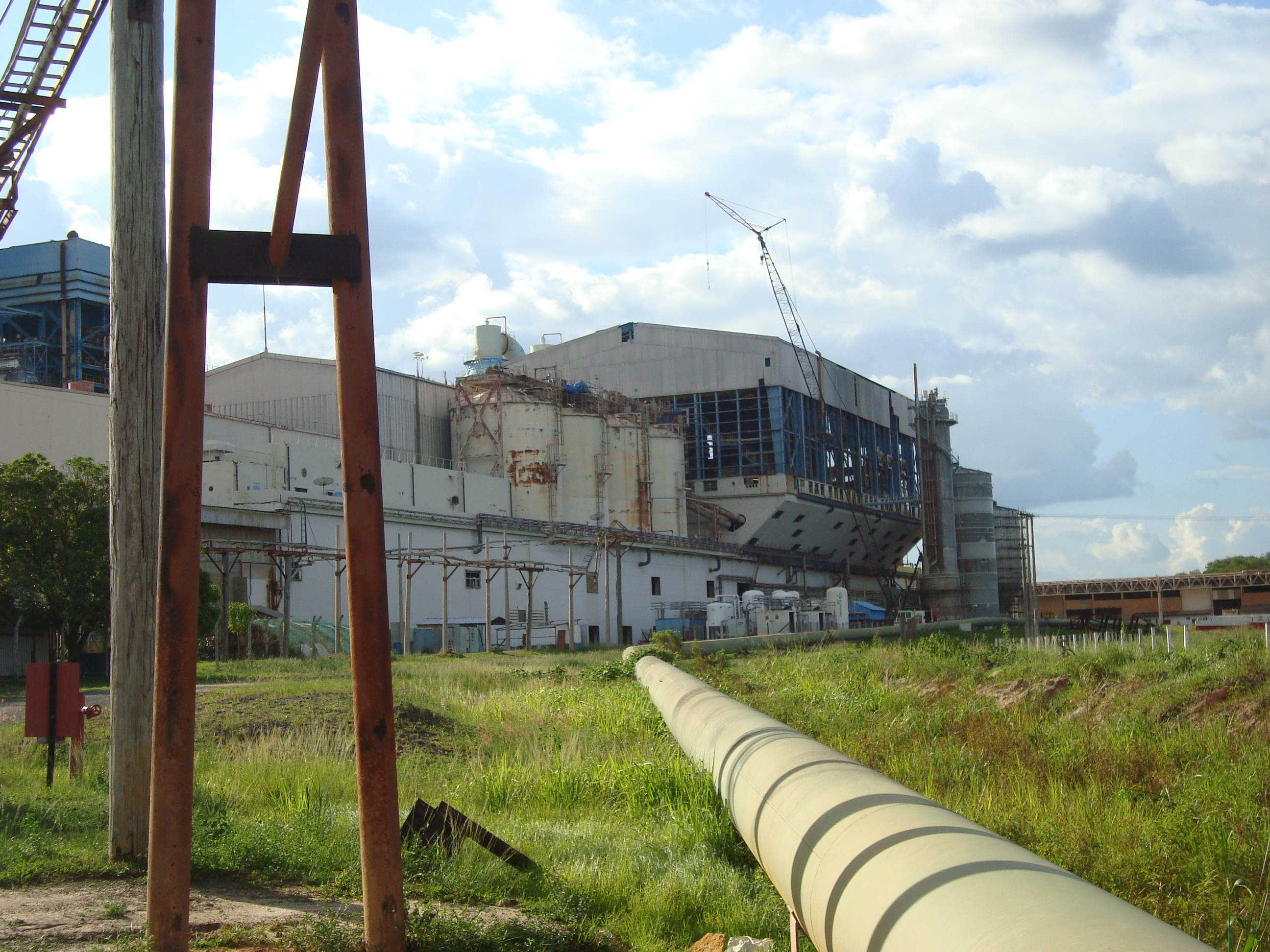
Fábrica (verso)
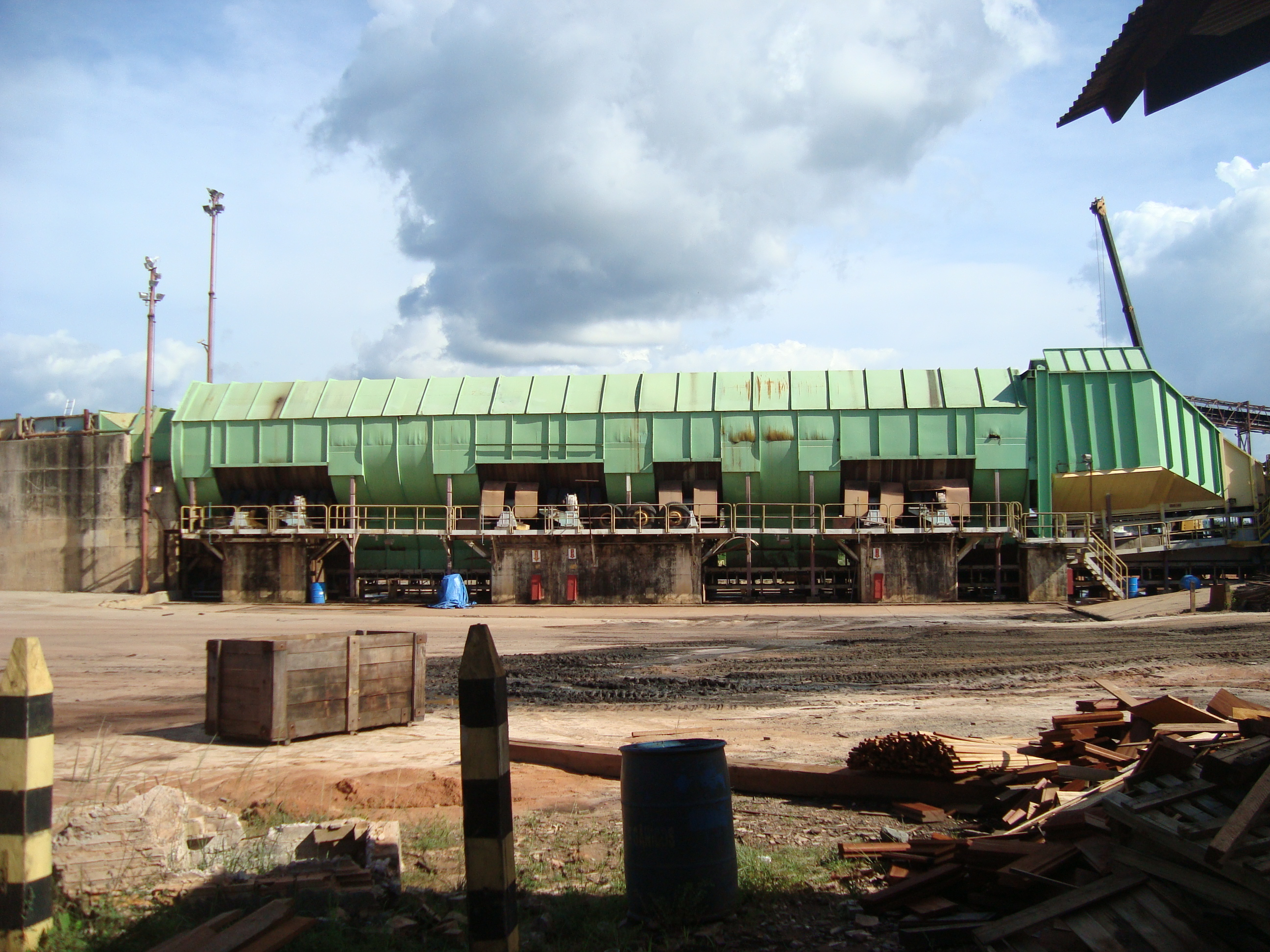
Instalações